# Большой Бангкок

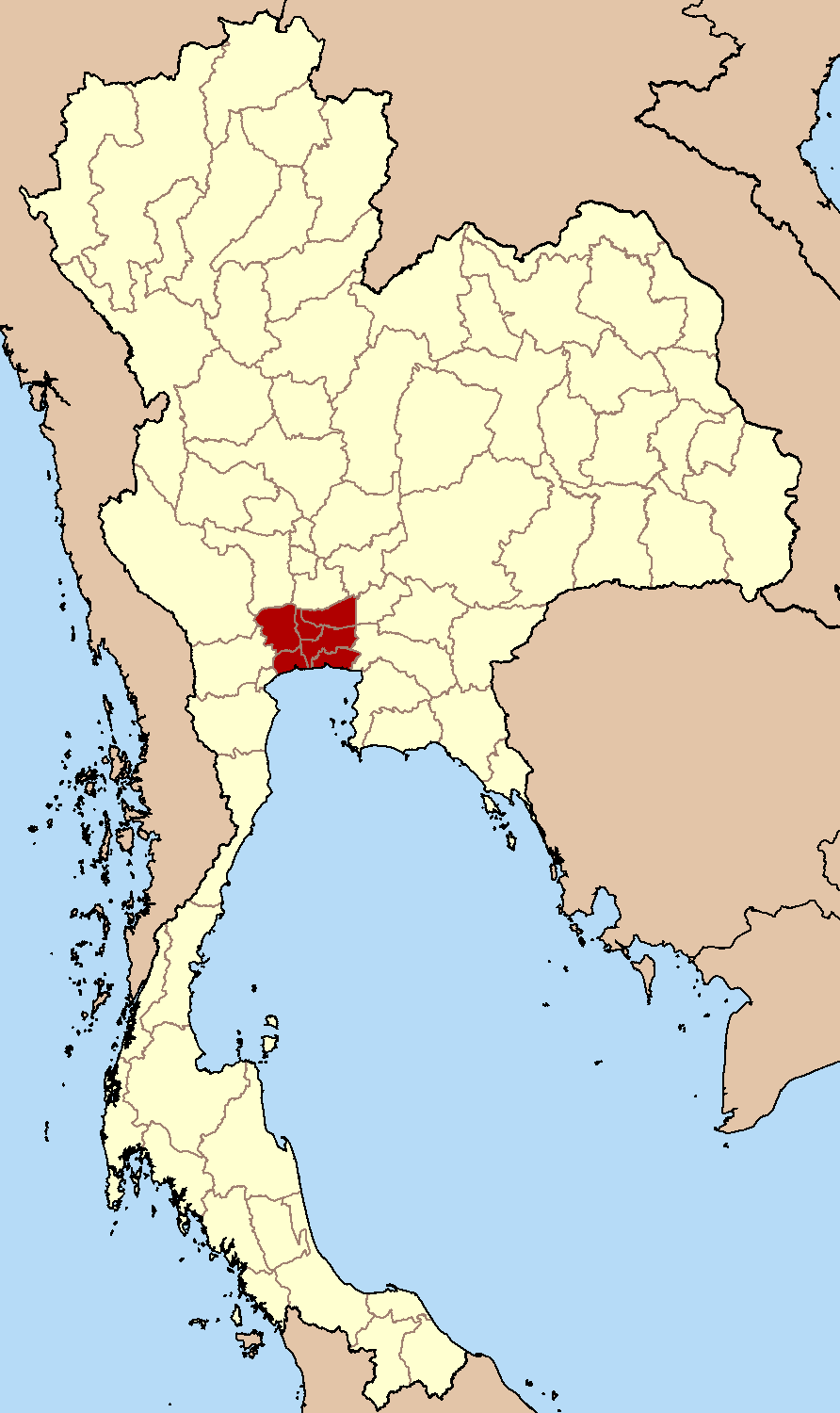

Большой Бангкок (тайск. กรุงเทพมหานครและปริมณฑล) — крупнейшая городская агломерация Королевства Таиланд, включающая Бангкок и пять соседних провинций (Нонтхабури, Самутпракан, Патхумтхани, Самутсакхон и Накхонпатхом).
Население Большого Бангкока в июле 2017 года оценивалось в 15 931 300 жителей, более 20 % населения страны, территория — 7762 км². Большой Бангкок сильно урбанизирован, плотность населения составляет 2052 чел./км². В состав агломерации входят, среди прочего, три крупнейших города Таиланда — Бангкок, Нонтхабури и Паккрет.
По уровню жизни и экономическому развитию Большой Бангкок — наиболее развитая территория страны. Это привлекает новых работников не только из сельской местности страны, но и из других стран Юго-Восточной Азии.